# Championnats d'Europe de pétanque 2021
Navigation
Édition précédente Édition suivante
Les championnats d'Europe de pétanque 2021 devaient avoir lieu à Albertville en France, du 19 au 26 septembre 2021. 
La compétition est annulée  en juillet 2021 en raison de la pandémie de Covid-19.